# Sumé (Paraíba)
Sumé, amtlich portugiesisch Município de Sumé, ist eine Gemeinde im brasilianischen Bundesstaat Paraíba. Die Bevölkerungszahl lag laut Schätzung 2021 bei 17.096 Einwohnern, die Sumeenser genannt werden und auf einem Gemeindegebiet von rund 833,3 km² leben. Die Entfernung zur Hauptstadt João Pessoa beträgt 264 km.

## Toponymie
Benannt wurde der Ort nach dem unter den Ureinwohnern bekannten Kulturhero Sumé.

## Geographie
Umliegende Gemeinden sind im Norden São José dos Cordeiros, im Süden Camalaú und Monteiro, im Osten Congo und Serra Branca, im Westen Amparo, Ouro Velho und Prata.
Sumé liegt in der Serra dos Sucurus, einem Teil des Planalto da Borborema, und auf einer Höhe von 510 Metern über Meeresspiegel.

## Vegetation
Das Biom ist Caatinga. Sumé liegt im Vieleck der Trockenheit (Poligono das secas).

## Demografie

### Bevölkerungsentwicklung
| Jahr | Einwohner | Stadt  | Land   |
| --- | --------- | ------ | ------ |
| 1960 | 11.764    | 3.281  | 8.483  |
| 1970 | 15.532    | 5.254  | 10.278 |
| 1980 | 16.801    | 7.616  | 9.185  |
| 1991 | 17.230    | 10.322 | 6.908  |
| 2000 | 15.035    | 10.877 | 4.158  |
| 2010 | 16.072    | 12.240 | 3.832  |
| 2021 | 17.096    | ?      | ?      |
| Hier fehlt eine Grafik, die leider im Moment aus technischen Gründen nicht angezeigt werden kann. Wir arbeiten daran! |           |        |        |

Quelle: IBGE (2011)

### Ethnische Zusammensetzung
Ethnische Gruppen nach der statistischen Einteilung des IBGE (Stand 2000 mit 15.035 Einwohnern, Stand 2010 mit 16.060 Einwohnern):
| Gruppe      | Anteil 2000     | Anteil 2010         | Anmerkung                        |
| ----------- | --------------- | ------------------- | -------------------------------- |
| Brancos     | 6.636 (44,13 %) | ▼ 6.429 (40,03 %) ▼ | Weiße, Nachfahren von Europäern  |
| Pardos      | 7.481 (49,76 %) | ▲ 8.833 (55,00 %) ▲ | Mischrassige, Mulatten, Mestizen |
| Pretos      | 746 (4,96 %)    | ▼ 650 (4,05 %) ▼    | Schwarze                         |
| Amarelos    | 7 (0,04 %)      | ▲ 118 (0,74 %) ▲    | Asiaten                          |
| Indígenas   | 0 (0,00 %)      | ▲ 29 (0,18 %) ▲     | indigene Bevölkerung             |
| ohne Angabe | 165             | –                   |                                  |